# Packstone

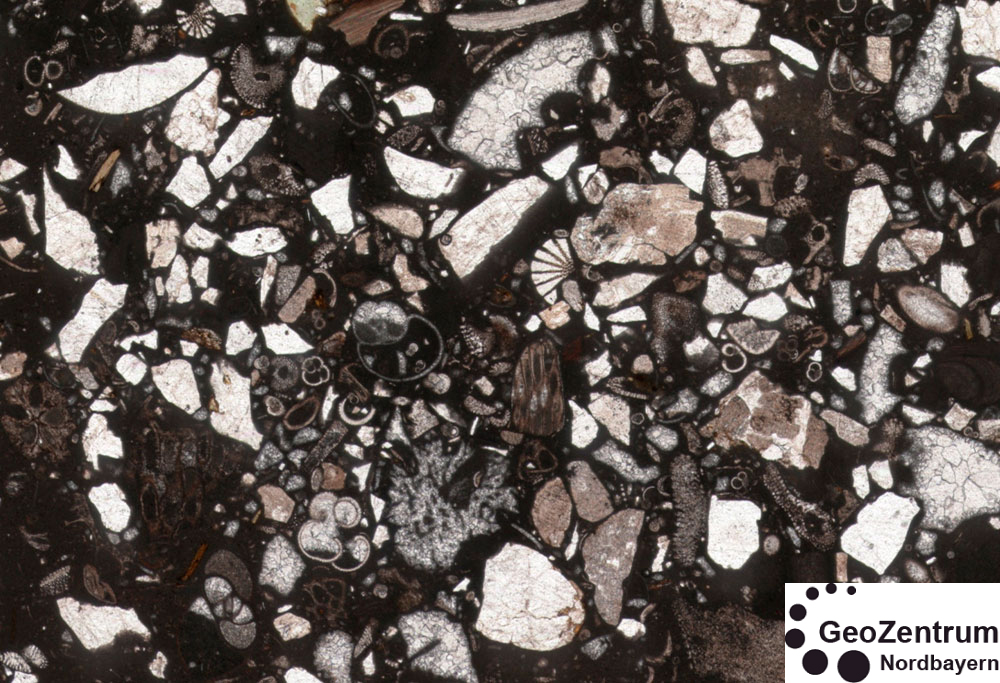
Packstone onder de polarisatiemicroscoop. De breedte van de afbeelding is 7 mm. De klasten zijn kalkfragmenten en delen van kalkskeletjes van mariene organismes. De matrix bestaat uit donkere kalkmodder.

Schematische indeling van carbonaatgesteente volgens Dunham (1962, bovenste rij) met latere aanvullingen (onderste rij).

Packstone is een veel voorkomend type carbonaatgesteente (bijvoorbeeld: kalksteen, dolosteen) uit de indeling van Dunham. Bij packstone gaat het om klasten-dragend gesteente met een matrix van kalkmodder. De componenten van packstone waren vòòr de vorming van het gesteente niet met elkaar verbonden.

## Beschrijving
In Dunhams classificatie is de matrix of grondmassa het materiaal (micriet) dat kleiner is dan 20 μm. Grotere korrels rekent Dunhams indeling bij de klasten. Bij een packstone dragen de klasten het gesteente; ze vormen een relatief groot aandeel van het volume van het gesteente. 
De klasten van een packstone "drijven" niet in de matrix maar rusten op elkaar. Een probleem is dat een oppervlak van gesteente een twee-dimensionale sectie door een drie-dimensionaal lichaam is, zodat niet alle raakvlakken tussen de klasten erin zichtbaar zijn. Dit geldt zowel voor waarneming met het blote oog als bij dunne doorsnedes onder een polarisatiemicroscoop. Het onderscheid met een wackestone (waarin niet de klasten maar de matrix dragend is) valt daarom niet altijd goed vast te stellen.
Als ten minste 10% van de klasten groter is dan 2 mm is sprake van een rudstone. Packstone heeft vooral klasten die kleiner zijn dan 2 mm.

## Ontstaanswijze
De tweeledige aard van packstone maakt het vaststellen van een ontstaanswijze problematisch. De grote hoeveelheid klasten duidt op hoog-energetisch (sterk stromend) water. Aan de andere kant is er de matrix van juist zeer fijn materiaal. Een mogelijkheid is dat de matrix later, na de bezinking van de klasten, is ingespoeld. In veel gevallen kan onder de microscoop inderdaad bewijs worden gevonden dat de modder in de poriën werd afgezet. Het kan ook zijn dat de klasten oorspronkelijk een minder groot aandeel van het volume uitmaakten, maar dat een deel van de matrix door drukoplossing, compactie of uitspoeling is verdwenen.
Over het algemeen kunnen packstones ontstaan in het onderste, diepere deel van hellingen van de kust of koraalriffen, waar het water nog wel stroomt maar grotere fragmenten relatief zeldzaam zijn (bij veel grotere fragmenten is het gesteente een rudstone).